# Pietro e Girolamo Ballerini

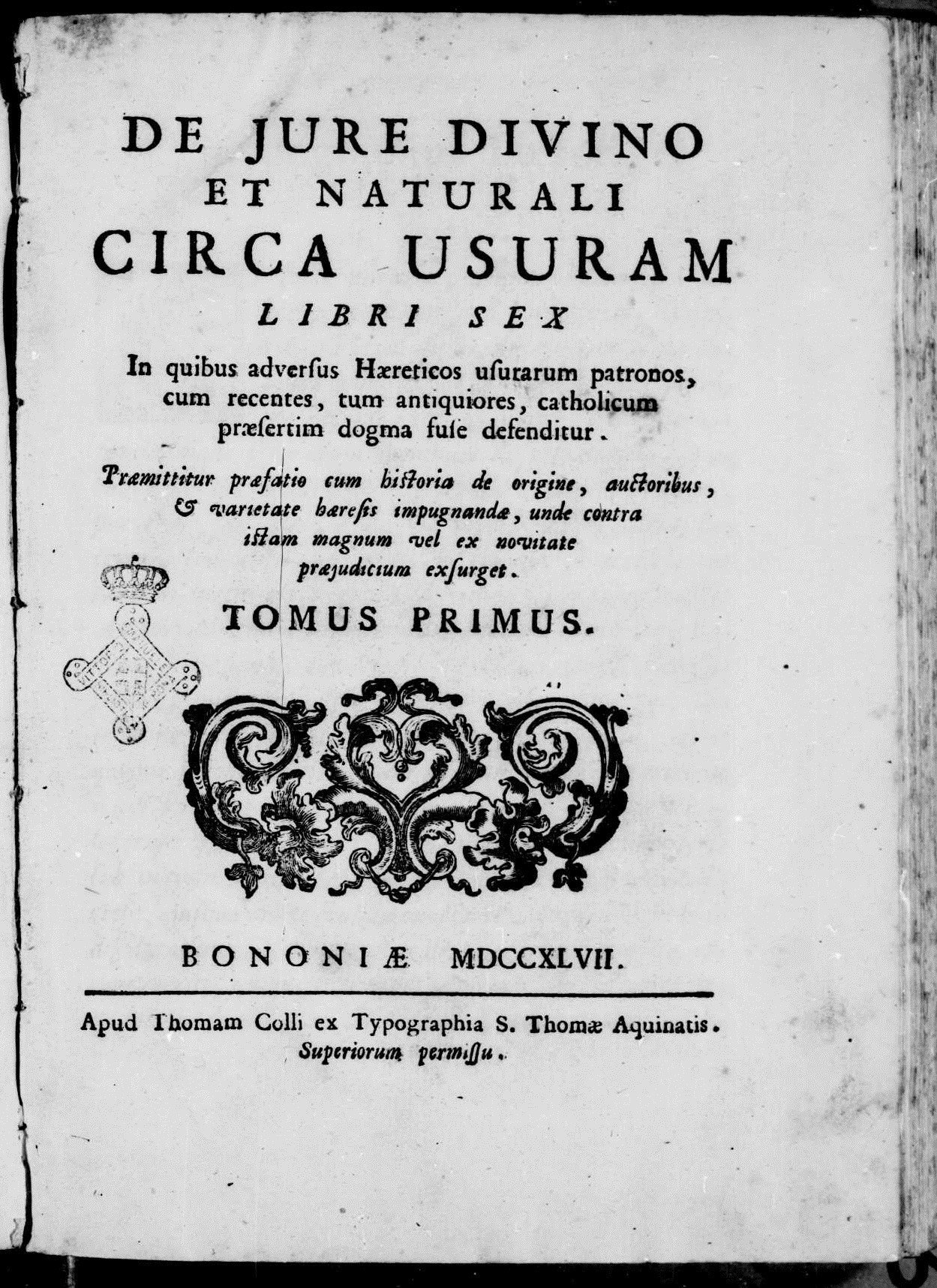
De iure divino et naturali circa usuram, 1747

Pietro Ballerini (Verona, 7 settembre 1698 – Verona, 28 marzo 1769) e 
Girolamo Ballerini (Verona, 29 gennaio 1701 – Verona, 23 aprile 1781) sono stati due sacerdoti, teologi, canonicisti e filologi cattolici italiani che lavorarono in collaborazione.

## Biografie
Girolamo e Pietro erano figli di un medico e professore di chirurgia; entrambi studiarono al Collegio dei Gesuiti a Verona e quindi al seminario diocesano. Agli inizi del 1720, Pietro divenne preside di una scuola in città. Sulla scia del cardinale veronese Enrico Noris, si appassionarono agli studi agostiniani. Nel 1724 Pietro pubblicò un opuscolo intitolato Il metodo di S. Agostino negli studi; Qualche anno dopo, i due fratelli diedero alle stampe un'edizione delle opere complete del cardinale Noris. Per alcuni passaggi del suo opuscolo del 1724, Pietro ebbe una controversia con i gesuiti - in particolare con Paolo Segneri - sulla loro dottrina del probabilismo, difendendo lui stesso la posizione del "probabiliorismo" (Saggio delle storie del probabilismo. Descrizione del cangiamento di sei insigni probabilisti in probabilioristi, 1736).
Nel 1739 i due fratelli pubblicarono un'edizione accademica dei sermoni di Zeno di Verona, che rimase quella di riferimento per quest'opera
In quegli anni Pietro fu anche impegnato in un vivace e prolungato dibattito sulla teologia morale dell'usura, dove sostenne le rigide posizioni dei domenicani. Per sostenere le sue affermazioni in tale controversia, egli pubblicò nuove edizioni della Summa Teologica di Antonino di Firenze, che rivolgeva a papa Benedetto XIV, e della summa penitenziale di Raymond de Peñafort-. Pubblicò inoltre diverse opere scritte da lui stesso sull'argomento: La dottrina della Chiesa cattolica circa l'usura (1744); De iure divino et naturali circa usuram libri sex (1747); Vindiciae juris divini ac naturalis circa usuram (1747). In occasione di questa disputa, fu in contrasto con Scipione Maffei, col quale era molto legato: scrisse, in segno opposto a Maffei, il suo trattato Dell'impiego del denaro, libri tre (1744).
Nel 1748 Pietro si trasferì a Roma: fu nominato esperto di diritto canonico presso l'ambasciatore della Repubblica di Venezia Marco Foscarini, per risolvere lo spinoso problema del Patriarcato di Aquileia, che aveva causato attriti tra i veneziani e l'Austria. In seguito gli fu offerto da Benedetto XIV il compito di curare una nuova edizione delle opere complete di papa Leone I in sostituzione di quella di Pasquier Quesnel. Vedendosi aprire tutte le biblioteche romane, lavorando in collaborazione con Girolamo rimasto a Verona, guidò questa impresa per nove anni, pubblicando tre volumi a Venezia nel 1753-1757. Questa edizione, che rimase per lungo tempo quella di riferimento, è molto meglio documentata di quella di Quesnel; il testo riprodotto è generalmente lo stesso, ma accompagnato da tutte le varianti rinvenute nei manoscritti. Particolarmente notevole una lunga tesi, integrata nell'edizione, dedicata alla storia del diritto canonico fino alla costituzione del Decretum Gratiani nel XII secolo,  Disquisitiones de antiquis collectionibus et collectoribus canonum.
Nel 1765 i fratelli Ballerini curarono un'edizione delle opere di Raterio di Verona.
Nel 1763 fu pubblicato a Francoforte il Justini Febronii jurisconsulti De statu Ecclesiæ deque legitima potestate Romani pontificis liber singularis ad reuniendos dissidentes in religione christianos compositus, l'opera pseudonima di Johann Nikolaus von Hontheim intesa a conciliare cattolici e protestanti mettendo in discussione la costituzione monarchica della Chiesa cattolica. Pietro Ballerini rispose con due trattati: De vi ac ratione primatus Romanorum pontificum (1766) e De Potestate ecclesiastica Summorum pontificum et conciliorum generalium (1768), quest'ultima sequestrata per ordine delle autorità veneziane.

## Opere
- Il metodo di S. Agostino negli studi, Verona, 1724.
- Henrici Norisii Veronensis opera omnia, 4 voll., Verona, 1729-33.
- Saggio delle storie del probabilismo. Descrizione del cangiamento di sei insigni probabilisti in probabilioristi, Verona, 1736.
- Sancti Zenonis episcopi sermones Veronensis, Verona, 1739.
- Sancti Antonini archiepiscopi Florentini Ordinis Summa Teologica... Praedicatorum, 4 voll., Verona, 1740.
- Sancti Raymundi de Pennafort Ordinis Prædicatorum Summa..., Verona, 1744.
- Dell'impiego del denaro, libri tre, Verona, 1744.
- La dottrina della Chiesa cattolica circa l'usura, Bologna, 1744.
  - (LA) De iure divino et naturali circa usuram, vol. 1, Tommaso Colli, 1747.
  - (LA) De iure divino et naturali circa usuram, vol. 2, Tommaso Colli, 1747.
- Sancti Leonis Magni Romani pontifici opera post Paschasii Quesnelli recensionem ad complures... mss codices ab illo non consultos... aucta... adnotationibus illustrata ; adduntur etiam quæcumque in Quesnelliana editione inveniuntur... curantibus Petro et Hieronymo fratribus Balleriniis, 3 voll. Venezia, 1753-1757.
- Ratherii episcopi Veronensis opera nunc primum collecta, pluribus in locis emendata et ineditis aucta, vita auctoris, adnotationibus, notisque illustrata, Verona, 1765. Riedita in Patrologia Latina, vol. 136, col. 9-768.
- De vi ac ratione primatus Romanorum pontificum, Verona, 1766.
- De potestate ecclesiastica Summorum pontificum et conciliorum generalium, Verona, 1768.